# Port Hawkesbury
Port Hawkesbury es un pueblo canadiense situado en la provincia de Nueva Escocia.

## Superficie
Port Hawkesbury tiene una superficie de 8,1 km².

## Demografía
En 2021, tenía 3210 habitantes, una densidad poblacional de 396,3 hab./km², y 1523 viviendas.